# TAN (гурт)
TAN (кор. 탄; абревіатура від To All Nations) — південнокорейський бой-бенд, утворений у результаті шоу на виживання телеканалу MBC під назвою The Wild Idol. Гурт складається з семи учасників: Чансон, Тхехун, Чісон, Сонхьок, Чеджун, Хьоньоп і Чжуан. Він дебютував 10 березня 2022 року зі своїм першим мініальбомом 1TAN.

## Кар'єра

### До дебюту:The Wild Idolі кілька виступів
TAN було сформовано через шоу на виживання The Wild Idol, яке транслювалося з 17 вересня 2021 року до 16 грудня 2021 року на телеканалі MBC. З початкових сорока п'яти учасників лише сім найкращих увійшли до остаточного дебютного складу.
До появи в програмі більшість учасників уже були активними в індустрії розваг. Лі Че Чжун дебютував у 2012 році як учасник C-Clown під псевдонімом Мару, поки гурт не розпався в 2015 році. Потім він дебютував із TREI у 2019 році, який згодом розпався наступного року та знову дебютував як половина дуету JT&Marcus у 2021 році. Лі Чансон приєднався до 24K у 2016 році. Вони обидва брали участь у Mix Nine, але жоден із них не потрапив до остаточного складу; останній вибув у першому раунді, посівши 105-те місце в загальному заліку, тоді як перший вилетів у фінальному раунді. Після фінішування на 31-му місці у другому сезоні Produce 101, Со Сонхьок дебютував у проєктній групі Rainz у 2017 році, поки гурт не завершив свою діяльність через рік. Ім Джуан дебютував із We in the Zone у 2019 році, поки група не розпалася у 2021 році. Бан Тхехун ненадовго з'явився в Cap-Teen. Кім Чісон є учасником NTX, вони дебютували на початку 2021 року.
29 грудня 2021 року TAN провели перший живий сценічний виступ із піснею «Diving to the Top» на церемонії вручення нагороди MBC Entertainment Awards 2021. Через два дні вони виконали «Last Chance» на MBC Gayo Daejejeon. TAN знову виконали пісню на своєму першому музичному шоу, яке транслювалося на MBC Show! Music Core 8 січня 2022. 16 січня вони провели свій перший «вуличний виступ» в гімназії Тебека Говона.

### 2022: дебют з1TANі2TAN
28 лютого 2022 року Think Entertainment опублікувала рекламний розклад, який оголосив про дебют TAN з їх першим мініальбомом 1TAN 10 березня. Відповідно до запланованої дати вийшов мініальбом із головним синглом «Du Du Du» та кліпом до нього. Того ж дня TAN також відбувся дебютний показ в Університету Йонсей. Наступного дня Think Entertainment оголосила, що Чеджун буде спеціальним ведучим Show! Music Core протягом двох тижнів, починаючи з 12 лютого. Того ж дня TAN відбувся дебют на Music Bank телеканалу KBS2.
22 травня TAN провели другий вуличний виступ на Pohang Space Walk. Після виступу вони оголосили про повернення у червні та презентували частини нової пісні. 21 червня TAN випустили свій другий мініальбом 2TAN з головним синглом «Louder». 26 липня TAN випустить другу частину 2TAN з головним синглом «Walking On The Moon».

## Учасники
| Ранг | Сценічний псевдонім | Сценічний псевдонім | Сценічний псевдонім | Справжнє ім'я | Справжнє ім'я | Справжнє ім'я | Дата народження             | Позиція у гурті                          |
| Ранг | Українською         | Латиницею           | Хангилем            | Українською   | Латиницею     | Хангилем      | Дата народження             | Позиція у гурті                          |
| ---- | ------------------- | ------------------- | ------------------- | ------------- | ------------- | ------------- | --------------------------- | ---------------------------------------- |
| 1    | Чансон              | Changsun            | 창선                | Лі Чансон     | Lee Changsun  | 이창선        | 17 березня 1996 (29 років)  | Лідер, головний танцюрист, саб-вокаліст  |
| 7    | Чжуан               | Jooan               | 주안                | Ім Джуан      | Im Jooan      | 임주안        | 4 жовтня 1996 (28 років)    | Головний вокаліст, ведучий танцюрист     |
| 5    | Чеджун              | Jaejun              | 재준                | Лі Чеджун     | Lee Jaejun    | 이재준        | 25 вересня 1997 (27 років)  | Головний танцюрист, саб-вокаліст, віжуал |
| 4    | Сонхьок             | Sunghyuk            | 성혁                | Со Сонхьок    | Seo Sunghyuk  | 서성혁        | 26 серпня 1999 (25 років)   | Ведучий вокаліст                         |
| 6    | Хьоньоп             | Hyunyeop            | 현엽                | Кім Хьоньоп   | Kim Hyunyeop  | 김현엽        | 23 жовтня 2000 (24 роки)    | Ведучий вокаліст                         |
| 2    | Тхехун              | Taehoon             | 태훈                | Бан Тхехун    | Bang Taehoon  | 방태훈        | 11 листопада 2002 (22 роки) | Ведучий танцюрист, саб-вокаліст          |
| 3    | Чісон               | Jiseong             | 지성                | Кім Чісон     | Kim Jiseong   | 김지성        | 23 серпня 2004 (20 років)   | Головний репер, саб-вокаліст, макне      |

## Дискографія

### Студійні альбоми
| Назва | Деталі | Пікові позиції у чартах | Продажі                  |
| Назва | Деталі | KOR                     | Продажі                  |
| ----- | --- | ----------------------- | ------------------------ |
| 3TAN  | - Реліз: 25 березня 2024 - Лейбл: Think Entertainment - Формат: CD, цифрове завантаження, стриминг Трек-лист 1. «ADRENALINE» 2. «HYPERTONIC» 3. «Love is an open Door» 4. «Dreamy Love» 5. «Tmi» 6. «Surfin'» 7. «Lights» 8. «5:45» 9. «AREA» | 28                      | - Південна Корея: 19,906 |

### Мініальбоми
| Назва        | Деталі | Пікові позиції у чартах | Продажі                  |
| Назва        | Деталі | KOR                     | Продажі                  |
| ------------ | --- | ----------------------- | ------------------------ |
| 1TAN         | - Реліз: 10 березня 2022 - Лейбл: Think Entertainment - Formats: CD, цифрове завантаження, стриминг Трек-лист 1. «Fix You Part1.» 2. «Du Du Du» 3. «My Girl» 4. «Du Du Du» (English version)                                                                                                 | 24                      | - Південна Корея: 15,460 |
| 2TAN         | Wish ver - Реліз: 21 червня 2022 - Лейбл: Think Entertainment - Формат: CD, цифрове завантаження, стриминг Трек-лист 1. «Louder» 2. «Adorable» 3. «My Heart» (언제나) 4. «Louder» (English version)                                                                                          | 16                      | - Південна Корея: 18,665 |
| 2TAN         | We ver - Реліз: 26 липня 2022 - Лейбл: Think Entertainment - Формат: CD, цифрове завантаження, стриминг Трек-лист 1. «Walking on the Moon» 2. «Sing With You» (너란 별 (약속해요)) 3. «Midnight» (별 헤는 밤) 4. «Walking on the Moon» (English version)                                     | 27                      | - Південна Корея: 18,636 |
| TAN Made [ ] | - Реліз: 11 серпня 2023 - Лейбл: Think Entertainment - Формат: CD, цифрове завантаження, стриминг Трек-лист 1. «Artificial Heart» 2. «HEARTBEAT» 3. «VIOLET» 4. «Freeze (CHANGSUN & HYUNYEOP)» 5. «JEKYLL & HYDE (JOOAN & JAEJUNG & SUNGHYUK)» 6. «Tarzan (TAEHOON & JISEONG)» 7. «New Days» | 30                      | - Південна Корея: 16,542 |

### Сингл-альбоми
| Назва          | Деталі альбому | Пікові позиції у чартах | Продажі                   |
| Назва          | Деталі альбому | KOR                     | Продажі                   |
| -------------- | --- | ----------------------- | ------------------------- |
| Dream & Deurim | - Реліз: 11 жовтня 2022 - Лейбл: Think Entertainment - Формат: CD, цифрове завантаження, стриминг Трек-лист 1. «Beautiful Lie» 2. «Our Youth»                                                                   | 42                      | - Південна Корея: 13,804+ |
| Essege         | - Реліз: 10 березня 2023 - Лейбл: Think Entertainment - Формат: CD, цифрове завантаження, стриминг Трек-лист 1. «Fix You» 2. «It's You» (바로 너) 3. «Would You?» (연주시차의 법칙) 4. «Dream of You» (CD Only) | 16                      | - Південна Корея: 27,517  |

### Сингли
| Назва                                                                            | Рік  | Пікові позиції у чартах | Пікові позиції у чартах | Альбом         |
| Назва                                                                            | Рік  | KOR Down.               | KOR BGM                 | Альбом         |
| -------------------------------------------------------------------------------- | ---- | ----------------------- | ----------------------- | -------------- |
| «Du Du Du»                                                                       | 2022 | 59                      | 188                     | 1TAN           |
| «Louder»                                                                         | 2022 | —                       | —                       | 2TAN           |
| «Walking On The Moon»                                                            | 2022 | —                       | 193                     | 2TAN           |
| «Beautiful Lie»                                                                  | 2022 | —                       | —                       | Dream & Deurim |
| «Fix You»                                                                        | 2023 | —                       | —                       | Essege         |
| «Heartbeat»                                                                      | 2023 | —                       | —                       | TAN Made       |
| «—» релізи, що не потрапили у чарти або не були випущені у відповідних регіонах. |      |                         |                         |                |

### Інші пісні у чартах
| Назва                                     | Рік  | Пікові позиції у чартах | Альбом |
| Назва                                     | Рік  | KOR BGM                 | Альбом |
| ----------------------------------------- | ---- | ----------------------- | ------ |
| «Sing with You» кор. (너란 별 (약속해요)) | 2022 | 189                     | 2TAN   |
| «Midnight» кор. (별 헤는 밤)              | 2022 | 136                     | 2TAN   |

## Фільмографія
| Рік  | Назва         | Нотатки                                           | Прим.  |
| ---- | ------------- | ------------------------------------------------- | ------ |
| 2021 | The Wild Idol | Реаліті-шоу на виживання про формування гурту TAN | [ 1 ]  |
| 2022 | We Are Family | Вар'єте шоу компанії Think Entertainment          | [ 42 ] |

## Нагороди і номінації
| Церемонія           | Рік  | Категорія                 | Номінант / Робота | Результат | Прим.  |
| ------------------- | ---- | ------------------------- | ----------------- | --------- | ------ |
| Hanteo Music Awards | 2023 | New Korean Wave Star      | TAN               | Перемога  | [ 43 ] |
| Hanteo Music Awards | 2023 | Rookie of the Year — Male | TAN               | Номінація | [ 44 ] |
| Seoul Music Awards  | 2023 | Rookie Award              | TAN               | Номінація | [ 45 ] |
| Seoul Music Awards  | 2023 | Popularity Award          | TAN               | Номінація | [ 45 ] |
| Seoul Music Awards  | 2023 | Hallyu Special Award      | TAN               | Номінація | [ 45 ] |
| Seoul Music Awards  | 2023 | New Wave Star             | TAN               | Перемога  | [ 46 ] |

## Нотатки
1. ↑  3TAN також підписується як TAN W Series '3TAN' (World ver).
2. ↑  1TAN також підписується як Limited Edition '1TAN'.
3. ↑  2TAN також підписується як W Series '2TAN' (Wish ver) and W Series '2TAN' (We ver).